# 高三郷勝義
高三郷 勝義（たかみさと かつよし、1990年3月30日 - ）は、長野県安曇野市出身で東関部屋所属の元大相撲力士。本名は和木 勝義（わき かつよし）。身長184cm、体重149.5kg。最高位は西幕下16枚目（2016年7月場所）。
2014年の春巡業から2018年の春巡業まで、勝武士（高田川部屋）とのコンビで初切を務めた。

## 人物
男ばかりの4兄弟の次男として生まれた。兄弟4人とも身長180cmを超す中自身は特に大柄で、中学3年生で身長180cm、体重120kgの体格をしていた。両親は共働きであったため「料理を作るのが好き」という自身が兄弟の夕食をこしらえ、米は1日8合を炊いていたという。スポーツ歴は中学時代に柔道を村のクラブで習っていた程度で、相撲は全く興味がなく、だれが横綱かも知らなかった。しかし母の知り合いが東関部屋の後援会員という縁で、小学校高学年のころから勧誘を受けていた。和木は勧誘を断っていたが、2004年9月場所に上京、部屋でちゃんこを食べていると大人たちに囲まれ、そのまま入門の面談となった。元々は中学を卒業したら定時制高校に通いながら仕事に就こうと考えていたが、先代東関（元関脇・高見山）から「お相撲さんになればお金もいっぱい稼げるし、女の子にもモテるぞ。やるか?」と言われ、思わず「はい」と返事をしたことで入門が決定した。安曇野市からはまだ歴史上関取が誕生していなかったため「安曇野市初の関取を目指して頑張ろう!」とも口説かれたとも伝わる。
2005年3月場所に初土俵。同期生には若ノ鵬や大道、後に同部屋となる飛翔富士や白虎がいる。しかし序ノ口通過に4場所、そこから序二段通過にさらに3年を要するなど出世は遅かった。序二段を通過するまで2回（2006年11月場所、2007年3月場所）に渡って7戦全敗を喫しており、特に2007年3月場所に7戦全敗を喫した翌場所の同年5月場所には1番相撲から4連敗し、2場所に跨り11連敗と苦難を味わった。土俵の外でも他に3人いた同部屋同期生がすぐに引退したばかりか弟弟子もなかなか部屋に定着せず、雑用に明け暮れる日々を過ごすことになった。「何をしても勝てないし、自分には相撲は向いてないと思った」と故郷に帰ることも頭をよぎったが、入門から丸4年が経過した2009年3月場所に三段目昇進を果たした。初めて雪駄を履いた感想については「あのシャリシャリした音が気持ちよかった」と今もしみじみとうれしそうに話している。三段目昇進を機に四股名を本名の和木から高三郷に改名。
2012年12月19日に中村部屋が閉鎖した際には飛翔富士と白虎が東関部屋に転籍し、さらに後輩もできて8年に及ぶ雑用係からようやく解放された。それ以来、稽古相手が充実したのか力を付け、中村部屋の力士たちが合流して2場所目となる2013年3月場所で三段目通過を決めた。これについて「今までは稽古で負けても兄弟子だから仕方がないと思っていたのが、同期生には負けたくないという気持ちになった。仕事が楽になった分、稽古に集中できるようになったのは大きかった」と本人は話しており、さらに「自分が幕下に上がれるなんて思ってなかった。博多帯が締められるなんて最高ですよ」と喜んでいた。
2014年頃からは部屋付の大山（元幕内・大飛）の勧めもあり、巡業で初っ切りを担当するようになった。2016年5月場所では西幕下39枚目で6勝1敗の好成績を残し、翌7月場所は西幕下16枚目に昇進。この場所は3勝3敗で7番相撲を迎えたが、その7番相撲で黒星を喫し、3勝4敗の負け越しとなった。2017年4月14日の春巡業松本場所では関取未経験ながら長野県のご当地力士として人気を集め、稽古では8連勝を交えた20番をこなすなど関取近しをアピールした。
2018年5月場所限りで引退。引退後は巡業の会場設営を担う会社に就職し、相撲界を外から支えている。

## 主な成績
- 通算成績：275勝271敗（79場所）

| | 一月場所 初場所（東京） | 三月場所 春場所（大阪） | 五月場所 夏場所（東京） | 七月場所 名古屋場所（愛知） | 九月場所 秋場所（東京） | 十一月場所 九州場所（福岡） |
| --- | ----------------------- | ----------------------- | ----------------------- | --------------------------- | ----------------------- | --------------------------- |
| 2005年 （平成17年） | x                       | （前相撲）              | 西序ノ口40枚目 4–3      | 東序ノ口3枚目 2–5           | 西序ノ口20枚目 3–4      | 東序ノ口16枚目 4–3          |
| 2006年 （平成18年） | 東序二段109枚目 4–3     | 東序二段82枚目 3–4      | 東序二段104枚目 4–3     | 東序二段73枚目 3–4          | 東序二段97枚目 5–2      | 東序二段51枚目 0–7          |
| 2007年 （平成19年） | 西序二段111枚目 6–1     | 西序二段31枚目 0–7      | 西序二段91枚目 3–4      | 東序二段111枚目 5–2         | 西序二段63枚目 3–4      | 西序二段81枚目 5–2          |
| 2008年 （平成20年） | 西序二段36枚目 2–5      | 東序二段68枚目 4–3      | 西序二段42枚目 3–4      | 東序二段63枚目 5–2          | 西序二段19枚目 3–4      | 西序二段37枚目 4–3          |
| 2009年 （平成21年） | 西序二段15枚目 4–3      | 西三段目96枚目 4–3      | 東三段目77枚目 2–5      | 東序二段6枚目 4–3           | 西三段目88枚目 3–4      | 東序二段筆頭 4–3            |
| 2010年 （平成22年） | 西三段目83枚目 2–5      | 東序二段10枚目 4–3      | 西三段目90枚目 4–3      | 東三段目74枚目 3–4          | 東三段目89枚目 6–1      | 西三段目30枚目 2–5          |
| 2011年 （平成23年） | 西三段目59枚目 3–4      | 八百長問題 により中止   | 東三段目76枚目 4–3      | 東三段目49枚目 3–4          | 西三段目67枚目 5–2      | 西三段目37枚目 3–4          |
| 2012年 （平成24年） | 西三段目53枚目 4–3      | 西三段目36枚目 3–4      | 東三段目53枚目 4–3      | 東三段目37枚目 4–3          | 東三段目22枚目 2–5      | 東三段目50枚目 4–3          |
| 2013年 （平成25年） | 西三段目33枚目 4–3      | 東三段目16枚目 5–2      | 東幕下52枚目 3–4        | 西三段目筆頭 4–3            | 西幕下52枚目 4–3        | 西幕下43枚目 3–4            |
| 2014年 （平成26年） | 西幕下50枚目 5–2        | 東幕下33枚目 2–5        | 東幕下52枚目 4–3        | 西幕下42枚目 2–5            | 西三段目4枚目 5–2       | 西幕下44枚目 2–5            |
| 2015年 （平成27年） | 東三段目5枚目 4–3       | 西幕下55枚目 4–3        | 東幕下47枚目 3–4        | 西幕下57枚目 3–4            | 東三段目7枚目 6–1       | 西幕下33枚目 3–4            |
| 2016年 （平成28年） | 西幕下39枚目 4–3        | 西幕下32枚目 3–4        | 西幕下39枚目 6–1        | 西幕下16枚目 3–4            | 東幕下25枚目 3–4        | 東幕下34枚目 3–4            |
| 2017年 （平成29年） | 西幕下42枚目 3–4        | 西幕下55枚目 4–3        | 西幕下45枚目 2–5        | 西三段目11枚目 3–4          | 西三段目29枚目 5–2      | 東三段目4枚目 5–2           |
| 2018年 （平成30年） | 西幕下44枚目 4–3        | 東幕下38枚目 2–5        | 西幕下60枚目 引退 3–4–0 | x                           | x                       | x                           |
| 各欄の数字は、「勝ち-負け-休場」を示す。 優勝 引退 休場 十両 幕下 三賞：敢=敢闘賞、殊=殊勲賞、技=技能賞 その他：★=金星 番付階級：幕内 - 十両 - 幕下 - 三段目 - 序二段 - 序ノ口 幕内序列：横綱 - 大関 - 関脇 - 小結 - 前頭（「#数字」は各位内の序列） |                         |                         |                         |                             |                         |                             |

## 改名歴
- 和木 勝義（わき かつよし）2005年3月場所 - 2009年3月場所
- 高三郷 勝義（たかみさと かつよし）2009年5月場所 - 2018年5月場所